# Angraecum leonis
Angraecum leonis là một loài lan.